# Zheng Xingjuan
Zheng Xingjuan (chiń. 郑幸娟; ur. 20 marca 1989) – chińska lekkoatletka specjalizująca się w skoku wzwyż.

## Osiągnięcia
- srebrny medal mistrzostw świata juniorów (Pekin 2006)
- srebro igrzysk azjatyckich (Doha 2006)
- złoty medal mistrzostw Azji (Guangdong 2009)
- 5. miejsce podczas halowych mistrzostw świata (Doha 2010)
- brązowy medal igrzysk azjatyckich (Kanton 2010)
- złoto mistrzostw Azji (Kobe 2011)
- 6. lokata na mistrzostwach świata (Daegu 2011)
- złoty medal halowych mistrzostw Azji (Hangzhou 2012)
- 9. miejsce na mistrzostwach świata (Moskwa 2013)
- srebrny medal halowych mistrzostw Azji (Hangzhou 2014)
- srebro igrzysk azjatyckich (Inczon 2014)
- brąz mistrzostw Azji (Wuhan 2015)
- brąz halowych mistrzostw Azji (Doha 2016)

W 2008 reprezentowała Chiny podczas igrzysk olimpijskich w Pekinie. 22. miejsce w eliminacjach nie dało jej awansu do finału. Kolejny jej start olimpijski miał miejsce w 2012, podczas igrzysk w Londynie. Zawodniczka zajęła 18. miejsce w eliminacjach i ponownie nie awansowała do finału.

## Rekordy życiowe
- skok wzwyż (stadion) – 1,96 (2014)
- skok wzwyż (hala) – 1,95 (2014) rekord Chin[1]